# John Konrads
John Konrads (n. 21 mai 1942, Riga, Reichskomisariatul Ostland – d. 25 aprilie 2021, Brisbane, Queensland, Australia) a fost un înotător ce a reprezentat Australia, medaliat olimpic. A participat la 3 ediții ale Jocurilor Olimpice (1956, 1960, 1964) în care a câștigat o medalie de aur și două medalii de bronz.